# Crest (marque)
Pour les articles homonymes, voir Crest.
Crest est une marque de dentifrice appartenant à Procter & Gamble, et créée en 1951. Cette année-là, deux chercheurs de l'université d'Indiana (Bloomington), Joseph C. Muhler et Harry G. Day avaient publié un article sur les bienfaits du fluorure stanneux dans la prévention des caries. Le groupe Procter & Gamble acheta leur brevet et se mit à produire un dentifrice exploitant cette idée.